# Кайдзен
Кайдзэн (яп. 改善 кайдзэн, ромадзи Kaizen; встречается неверный с точки зрения правил транскрипции вариант «кайзен») — японская философия или практика, которая фокусируется на непрерывном совершенствовании процессов производства, разработки, вспомогательных бизнес-процессов и управления, а также всех аспектов жизни.
«Кайдзэн» в бизнесе — постоянное улучшение, начиная с производства и заканчивая высшим руководством, от директора до рядового рабочего. Улучшая стандартизованные действия и процессы, цель кайдзэн — производство без потерь (см. Бережливое производство).
Впервые философия кайдзен была применена в ряде японских компаний (включая Toyota) в период восстановления после Второй мировой войны, и с тех пор распространилась по всему миру. Начиная с 1986 года, когда была издана книга Масааки Имаи Kaizen: The Key to Japan’s Competitive Success («Кайдзэн. Ключ к успеху японских компаний»), термин «кайдзэн» стал широко известен и был принят в качестве обозначения одной из ключевых концепций менеджмента. В 1993 году он вошёл в новое издание Оксфордского словаря английского языка, который определяет кайдзэн как непрерывное совершенствование методов работы, личной эффективности и так далее, то есть как философию бизнеса.
В японском языке слово «кайдзэн» означает «улучшение». Исходя из этой стратегии, в процесс совершенствования вовлекаются все — от менеджеров до рабочих, причем её реализация требует относительно небольших материальных затрат. Философия кайдзэн предполагает, что наша жизнь в целом (трудовая, общественная и частная) должна быть ориентирована на постоянное улучшение.

## Принципы кайдзэн
Различные авторы выделяют разное количество ключевых принципов, на которых основывается кайдзэн. При этом обычно в их число включают следующие принципы:
1. Фокус на клиентах — для компании, использующей кайдзэн, важнее всего, чтобы их продукция (услуги) удовлетворяли потребности клиентов.
2. Непрерывные изменения — принцип, характеризующий саму суть кайдзэн, то есть, непрерывные малые изменения во всех сферах организации — снабжении, производстве, сбыте, личностных взаимоотношениях и так далее.
3. Открытое признание проблем — все проблемы открыто выносятся на обсуждение (там, где нет проблем, совершенствование невозможно).
4. Пропаганда открытости — малая степень обособленности (особенно в сравнении с западными компаниями) между отделами и рабочими местами.
5. Создание рабочих команд — каждый работник становится членом рабочей команды и соответствующего кружка качества (новый для организации работник входит также в состав клуба «первогодок»).
6. Управление проектами при помощи межфункциональных команд — ни одна команда не будет работать эффективно, если она действует только в одной функциональной группе. С этим принципом тесно связана присущая японскому менеджменту ротация.
7. Формирование «поддерживающих взаимоотношений» — для организации важны не только и не столько финансовые результаты, сколько вовлечённость работников в её деятельность и хорошие взаимоотношения между работниками, поскольку это неизбежно (пусть и не в данном отчётном периоде) приведёт организацию к высоким результатам.
8. Развитие по горизонтали. (Личный опыт должен становиться достоянием всей компании)
9. Развитие самодисциплины — умение контролировать себя и уважать как самого себя, так и других работников и организацию в целом.
10. Самосовершенствование. (Приучи себя определять вопросы, за которые отвечаешь ты лично, в отличие от тех, за которые отвечают другие, и начинай с решения собственных задач)
11. Информирование каждого сотрудника — весь персонал должен быть полностью информирован о своей компании.
12. Делегирование полномочий каждому сотруднику — передача определённого объёма полномочий каждому сотруднику. Это становится возможным благодаря обучению по многим специальностям, владению широкими навыками и умениями и пр.
13. Управлять — значит начать с планирования и сравнить план с результатом.
14. Анализ происходящего на предприятии и действие на основе фактов. (Делай выводы, опираясь на достоверные данные).
15. Устранение основной причины и предотвращение рецидивов. (Не путай причину проблемы с её проявлениями).
16. Встраивание качества в процесс как можно раньше. (Качество должно встраиваться в процесс. Проверка не создаёт качества).
17. Стандартизация. (Нужны методы, позволяющие закрепить достигнутый успех).

## Кайдзэн в разработке программного обеспечения
В конце 2000-х годов кайдзэн стал набирать популярность в индустрии разработки программного обеспечения. В частности, один из создателей методологии Scrum Джефф Сазерленд рассматривает кайдзэн как процесс устранения помех (англ. impediments), силами команды (а не одного скрам-мастера). На совещании, называемом ретроспектива спринта, идентифицируется наиболее серьёзная помеха, и задача по её устранению вносится в следующий бэклог спринта (англ. sprint backlog) наравне с другими историями (англ. user stories), то есть вместе с оценкой трудозатрат и приёмочными тестами.

## Кайдзэн в психологии
Помимо применения в бизнес-сфере, по мнению психологов, применение принципов кайдзэн способствуют развитию и достижению успеха как в профессиональной, так и в личной жизни. Любые перемены страшат людей, радикальные или революционные способы достижения поставленных целей часто  неуспешны, потому что усиливают этот страх. Однако маленькие шаги кайдзэн смягчают отрицательную реакцию мозга, стимулируя и рациональное и творческое мышление.